# God Bless Fiji
Meda Dau Doka ofwel God Bless Fiji is het volkslied van Fiji. De tekst en muziek werden geschreven door Michael Francis Alexander Prescott en werd ingesteld als volkslied in 1970.
Onafhankelijke staten: Australië · Fiji · Kiribati · Marshalleilanden · Micronesia · Nauru · Nieuw-Zeeland · Palau · Papoea-Nieuw-Guinea · Salomonseilanden · Samoa · Tonga · Tuvalu · Vanuatu
Afhankelijke gebieden: Amerikaans-Samoa · Cookeilanden · Frans-Polynesië · Guam (onofficieel) · Nieuw-Caledonië · Niue · Noordelijke Marianen · Norfolk · Pitcairneilanden · Tokelau-eilanden · Wallis en Futuna